# Белоносо коати
Белоносото коати (Nasua narica), също белоносо носато мече, е вид хищник от семейство Енотови (Procyonidae), населяващ районите на Централна Америка. Представителите на вида са сред най-социалните хищни млекопитаещи животни.

## Морфологични особености
Белоносото коати тежи 4–6 kg. Често мъжките са доста по-едри от женските, които са с тегло около 2,5 kg, а мъжките могат да достигнат до 12,2 kg. Дължината на тялото е около 110 cm, като около половината се пада на опашката.

## Разпространение
Белоносото коати обитава гористи местности с характерни за района тропични и субтропични гори. Среща се на различна надморска височина — от морския бряг до около 3500 m. Среща се от Аризона и Ню Мексико на север до западните части на Колумбия.
Във Флорида видът е интродуциран. Няма сигурни данни кога и как е донесен вида в щата, нито колко е неговата предполагаема численост. Въпреки това обаче съществуват сигурни сведения, че белоносото коати се размножава и е добре приспособен в района вид.

## Хранене
Представителите на вида са всеядни като в менюто им влизат разнообразни видове малки гръбначни животни, плодове, мърша, насекоми и яйца. Могат лесно да се катерят по дърветата, а опашката им служи за баланс, но независимо от това търсят по-често храната си по земята. Малките животни стават често жертва на грабливи птици, неотровни змии, едри котки и особено на тайрата. Подобно на американският енот белоносите коати са добре приспособими към човешко присъствие и често могат да бъдат забелязвани в близост до селища или летовища в търсене на храна. Поради високата си интелигентност видът лесно се одомашнява.

## Начин на живот
Представителите са предимно дневни животни, които прекарват нощта по дърветата. Често обаче в случаите, когато местообитанието им е в район, в който хората ловуват или обитават близо до селища представителите могат лесно да променят начина си на живот като започват да стават активни основно през нощните часове на денонощието. Възрастните мъжки са единаци, но женските и половонезрелите мъжки са социални животни обединени в големи групи. Общуването помежду им се извършва благодарение на множество издавани звуци, а привързаността им се засилва от съвместното пощене, което отнема значителна част от ежедневните им занимания. В часовете, когато се хранят малките в групата се наблюдават от бавачки. Това поведение е сходно със сурикатите.

## Подвидове
- Nasua narica molaris Merriam, 1902
- Nasua narica narica Linnaeus, 1766
- Nasua narica nelsoni Merriam, 1901
- Nasua narica yucatanica J. A. Allen, 1904